# Виллебрант, Эрнст Фёдорович фон
Барон Эрнст Фёдорович фон Виллебрант (нем. Ernst Carl Adolf von Willebrand; 5 (17) февраля 1820, Санкт-Петербург — 15 (27) февраля 1887, Кустё (Варсинайс-Суоми) — русский военный деятель.

## Биография
Сын барона Адольфа Фредрика фон Виллебранда (1766—1845), председателя Абосского апелляционного суда, и баронессы Вильгельмины Альбертины фон Виллебранд 1782—1824).
В 1833 году поступил в Финляндский кадетский корпус. 5 августа 1841 из унтер-офицеров корпуса произведен в прапорщики лейб-гвардии стрелкового Финского батальона. 9 сентября 1842 произведен в поручики и переведен в 1-ю роту. В 1842—1843 годах был командирован на Кавказ, где принимал участие в военных действиях. 14 ноября 1844 уволен от службы в чине поручика.
1 мая 1846 фон Виллебрант вернулся на действительную службу поручиком в 1-ю роту лейб-гвардии стрелкового Финского батальона и одновременно состоял младшим адъютантом генерал-губернатора Финляндии. 10 июня 1851 переименован в лейтенанты и определен в Гвардейский экипаж на должность адъютанта начальника Главного морского штаба. 4 ноября 1853 произведен в капитан-лейтенанты.
Участвовал в Крымской войне, будучи в начале 1654 года назначен адъютантом главнокомандующего светлейшего князя Меншикова. В следующем году переведен под командование начальника 12-й пехотной дивизии генерала П. П. Липранди. Отличившийся храбростью фон Виллебрант 20 октября 1854 был произведен в полковники лейб-гвардии стрелкового Финского батальона и назначен флигель-адъютантом к Его Величеству.
12 ноября 1855 назначен командиром 45-го Азовского пехотного полка, 26 августа 1856 — командиром лейб-гвардии стрелкового Финского батальона. 17 апреля 1860 произведен в генерал-майоры Свиты Е. И. В. 23 апреля 1861 назначен командиром лейб-гвардии Гатчинского полка. 25 мая 1863 назначен инспектором финских войск; в том же году занесен в списки лейб-гвардии Гатчинского полка. 16 апреля 1867 произведен в генерал-лейтенанты. 6 ноября 1868 подал в отставку с должности инспектора. 4 апреля 1871 уволен от службы по домашним обстоятельствам с мундиром.
Последние годы прожил с женой в имении на острове Кустё.

## Награды
- Орден Святой Анны 3-й ст. с бантом (30.03.1846)
- Орден Святой Анны 2-й ст. с мечами (14.04.1854)
- Светло-бронзовая медаль «В память войны 1853—1856» (1856)
- Императорская корона к ордену Святой Анны 2-й ст. (30.08.1857)
- Орден Святого Станислава 2-й ст. с императорской короной (17.09.1859)
- Орден Святого Владимира 3-й ст. с мечами (30.08.1862)
- Орден Святого Станислава 1-й ст. (4.04.1865)
- Орден Святой Анны 1-й ст. с мечами (11.01.1868)

Иностранные:
- Кавалер шведского ордена Меча (15.05.1848)
- Кавалер датского ордена Данеброг (21.05.1848)

## Семья
Даты по новому стилю
Жена (21.9.1844, Сиппола): Мария Амалия фон Даен (28.6.1822—22.3.1902), дочь Александра Густава фон Даена (1788—1855) и Марии Шарлотты Амалии фон Вильде (1802—1851)
В браке было 11 детей, но только трое достигли совершеннолетия:
- баронесса Мария Вильгельмина (30.06.1845—16.07.1914). Муж (1871): Ойген Роберт Бремер (1837—1894)
- барон Райнхольд Николай (31.08.1859—30.10.1902). Жена (14.02.1892): Клара Эмилия Норд (1857—1926)
- баронесса Анна (8.12.1860—21.05.1939). Муж (1893): Герман Юлиус Эдгрен (1867—1928)